# Mohamed Hikal
Mohamed Hikal est un boxeur égyptien né le 10 janvier 1979.

## Carrière
Sa carrière amateur est notamment marquée par deux médailles d'or aux championnats d'Afrique et aux Jeux africains entre 1998 et 2007.

## Palmarès

### Jeux olympiques
- Qualifié pour les Jeux olympiques de 2012 à Londres, Angleterre.
- Participation aux Jeux olympiques de 2008 à Pékin, Chine.

### Championnats d'Afrique de boxe amateur
- Médaille d'or en -75 kg en 2007 à Antananarivo, Madagascar[1].
- Médaille d'or en -71 kg en 1998 à Alger, Algérie.

### Jeux africains
- Médaille d'or en -69 kg en 2003 à Abuja, Nigeria.
- Médaille d'or en -71 kg en 1999 à Johannesbourg, Afrique du Sud.

### Jeux méditerranéens
- Médaille d'or en -75 kg en 2005 à Almería, Espagne.

### Jeux panarabes
- Médaille d'or en -75 kg en 2007 au Caire, Égypte.
- Médaille d'argent en -71 kg en 1997 à Beyrouth, Liban.